# Hardricourt
Hardricourt là một xã française du département des Yvelines, trong vùng Île-de-France, tọa lạc ở hữu ngạn sông Seine, 15 km về phía đông của Mantes-la-Jolie.
Tên gọi của Hardricourt có nguồn gốc từ Halidrich, tên một nhân vật gốc Đức.
Người dân ở đây trong tiếng Pháp gọi là Hardricourtois.

## Nhân vật nổi bật
- Marc Menant, phóng viên, nhà văn.
- Marcel Lachiver, nhà sử học.